# 530년대
530년대는 530년부터 539년까지를 가리킨다.